# Кікс (фільм)
«Кікс» — радянський художній фільм-драма 1991 року, режисера Сергія Лівнєва. У 1992 році фільм брав участь в основній конкурсній програмі кінофестивалю в Карлових Варах, де Євдокія Германова отримала приз за найкращу жіночу роль.

## Сюжет
Популярна співачка Жанна Плавська перетворюється в наркоманку — зриваються концерти, зйомки, записи. На провінційному конкурсі двійників продюсер зірки випадково знаходить мрійливу дівчину, привозить її в столицю і починає ліпити з неї двійника співачки: підганяє фігуру до оригіналу пластичною операцією, навчає хороших манер, натаскує з пластикою і — використовує на зйомках під фонограму. Але що робити з прототипом? Продюсер вирішує влаштувати самогубство Жанни, видавши її труп за бездиханне тіло привезеної провінціалки, остаточно завершивши підміну.

## У ролях
- Євдокія Германова —  Жанна Плавська
- Любов Германова —  Ануся
- Олександр Панкратов-Чорний —  продюсер Леонід
- Олександр Сірін —  чоловік Іри
- Аліка Смєхова —  «Жанна Агузарова»
- Марина Кайдалова —  асистент Леоніда
- Ольга Анохіна —  Іра
- Сергій Попов —  шанувальник з квітами
- В. Гостєв — епізод
- Алім Сабітов — епізод
- Олексій Розенберг — епізод
- А. Мазій — епізод
- Йосип Топоровський — епізод

## Знімальна група
- Режисер — Сергій Лівнєв
- Сценарист — Сергій Лівнєв
- Оператор — Сергій Мачильський
- Художники — Олексій Розенберг, Алім Сабітов
- Продюсери — Сергій Лівнєв, Валерій Тодоровський, Ігор Толстунов
- Композитор і вокал — Інна Желанна